# Атамекен (Панфіловський район)
Атамеке́н (каз. Атамекен) — село у складі Панфіловського району Жетисуської області Казахстану. Адміністративний центр Атамекенського сільського округу.
Населення — 8146 осіб (2021; 5081 у 2009, 4859 у 1999, 4073 у 1989).
До 2024 року село називалось Піджим.